# Baggininae
Baggininae es una subfamilia de foraminíferos bentónicos de la familia Bagginidae, de la superfamilia Discorboidea, del suborden Rotaliina y del orden Rotaliida. Su rango cronoestratigráfico abarca desde el Senoniense (Cretácico superior) hasta la Actualidad.

## Clasificación
Baggininae incluye a los siguientes géneros:
- Baggina
- Cancris
- Cibicorbis †
- Cribrobaggina
- Natlandia
- Neocrosbyia
- Physalidia
- Pseudocancris
- Rugidia
- Sakhiella †
- Valvulineria
- Valvulinoides †

Otros géneros considerados en Baggininae son:
- Doyrana, aceptado como Natlandia
- Ecuadorota, también considerada en la familia Cancrisidae
- Latecella, aceptado como Cribrobaggina
- Rotalina, aceptado como Cancris